# Askold e Dir
Askold (Haskuldr in norreno orientale o Höskuldr in norreno occidentale) e Dir (Dyri in entrambi i dialetti norreni) furono principi semi-leggendari varaghi di Kiev e i primi sovrani nordici dei Poliani.
Nella Chiesa ortodossa dell'Ucraina, Askold è glorificato come martire.

## Biografia

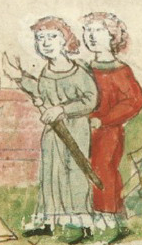
Askold e Dir nella cronaca di Radziwiłł

La Cronaca degli anni passati riferisce che Askold e Dir furono autorizzati da Rjurik ad andare a Costantinopoli (in norreno Miklagard, in slavo ecclesiastico Zargrad, cioè città dell'imperatore). Mentre stavano navigando sul Dnepr videro un villaggio su una montagna e chiesero a chi appartenesse; venne detto loro che si trattava di Kiev ed era stata costruita da tre fratelli chiamati Kij, Šček e Choriv, gli antenati degli abitanti, che in quel momento pagavano un tributo ai Cazari. Askold e Dir (correva l'anno 862) si stabilirono nella cittadina e raccolsero attorno a sé un gran numero di Variaghi, iniziando a governare sulla città e sulle terre dei Poliani.
L'unica fonte straniera a citare uno dei due co-governatori è lo storico arabo Al-Masudi; secondo quanto riportato, "il re al-Dir (Dir) era il primo tra i re dei Saqaliba (slavi)". Anche se alcuni studiosi hanno cercato di provare che "al-Dir" si riferisse invece ad un sovrano slavo contemporaneo di Dir, tale congettura è opinabile e c'è almeno la stessa probabilità che "al-Dir" e Dir siano stati la stessa persona. Sembra che in antico slavo orientale si parlasse originariamente di "askold Dir" e non di "Askold i Dir" come invece riportato nella Cronaca degli anni passati. La parola askold o oskold deriva dal norreno óskyldr che significa straniero, quindi è probabile che ci sia stato a Kiev un governante di nome Dir che gli Slavi e i Variaghi chiamavano pressappoco "óskyldr Dyri" ovvero "Dir lo straniero". I variaghi in seguito dimenticarono il significato di óskyldr, così Nestore di Pečers'k, nella sua Cronaca (risalente ai primi decenni del XII secolo) scrisse di due governanti chiamati Askold e Dir.
L'attacco a Costantinopoli da parte dei Rus' del giugno 860 colse i Greci di sorpresa, come "un fulmine a ciel sereno" come disse il Patriarca Fozio nella celebre orazione scritta per l'occasione. Anche se i resoconti storici di parte slava tendono ad associare quella spedizione con i nomi di Askold e Dir (e a datarla nell'866) le connessioni possibili restano piuttosto tenui. Nonostante Fozio affermi di aver inviato un vescovo nella terra di Rus', che venne cristianizzata e divenne alleata di Bisanzio, la maggior parte degli storici rifiuta l'idea di una conversione di Askold e la considerano una notizia apocrifa. Vasilij Tatiščev, Boris Rybakov e alcuni altri storici russi e ucraini interpretano il rovesciamento del regime di Kiev dell'882 come la reazione dei Variaghi pagani al battesimo di Askold; Tatiščev si spinge oltre e arriva a definire Askold "il primo martire de Rus'".
Quando Rurik morì gli succedette Oleg, che era suo parente e alle cui cure era affidato il figlio di Rurik, Igor'; verso l'882 Oleg attaccò e conquistò Kiev, uccidendo Askold e Dir e segnando l'inizio dello stato della Rus' di Kiev.
Una leggenda della zona di Kiev identifica il tumulo funerario di Askold con la collina di Uhorska, dove Olga di Kiev fece costruire due chiese, dedicate a San Nicola e Santa Irene. Oggi in quel luogo, bagnato dalla riva del Dnepr, si trova ancora la chiesa di San Nicola.